# Craspedosis aurigutta
Craspedosis aurigutta är en fjärilsart som beskrevs av W. Warren 1902. Craspedosis aurigutta ingår i släktet Craspedosis och familjen mätare. Inga underarter finns listade i Catalogue of Life.